# A skeletal revision of Nepenthes (Nepenthaceae)
A skeletal revision of Nepenthes (Nepenthaceae) is een monografie van Matthew Jebb en Martin Cheek over Nepenthes, een geslacht van tropische bekerplanten. Het werd in mei 1997 gepubliceerd in het botanisch tijdschrift Blumea. Het werk bevat de eerste taxonomische revisie van het gehele geslacht sinds John Muirhead Macfarlane's publicatie van de monografie Nepenthaceae in 1908.
Cheek en Jebb baseerden hun revisie op gezamenlijk onderzoek sinds 1984, waarbij ze zowel herbariumspecimina bestudeerden als wilde exemplaren in Zuidoost-Azië en Madagaskar. Zij erkenden 82 soorten, waarvan ze zes voor het eerst beschreven: N. argentii, N. aristolochioides, N. danseri, N. diatas, N. lamii en N. murudensis. Ze wijzigden een groot aantal taxonomische veronderstellingen die B.H. Danser in 1928 publiceerde in The Nepenthaceae of the Netherlands Indies.
In 2001 publiceerden Cheek en Jebb een aanvullende herziening in de monografie Nepenthaceae.

Vijf soorten die voor het eerst werden beschreven
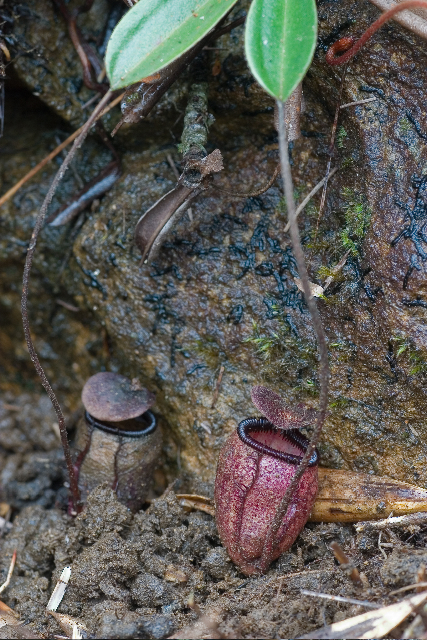
N. argentii
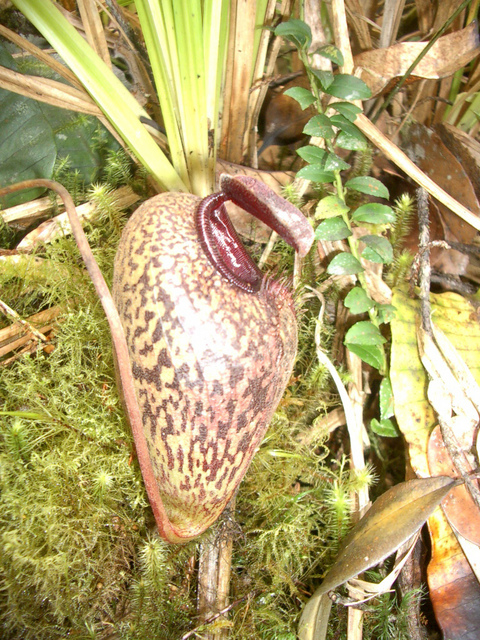
N. aristolochioides
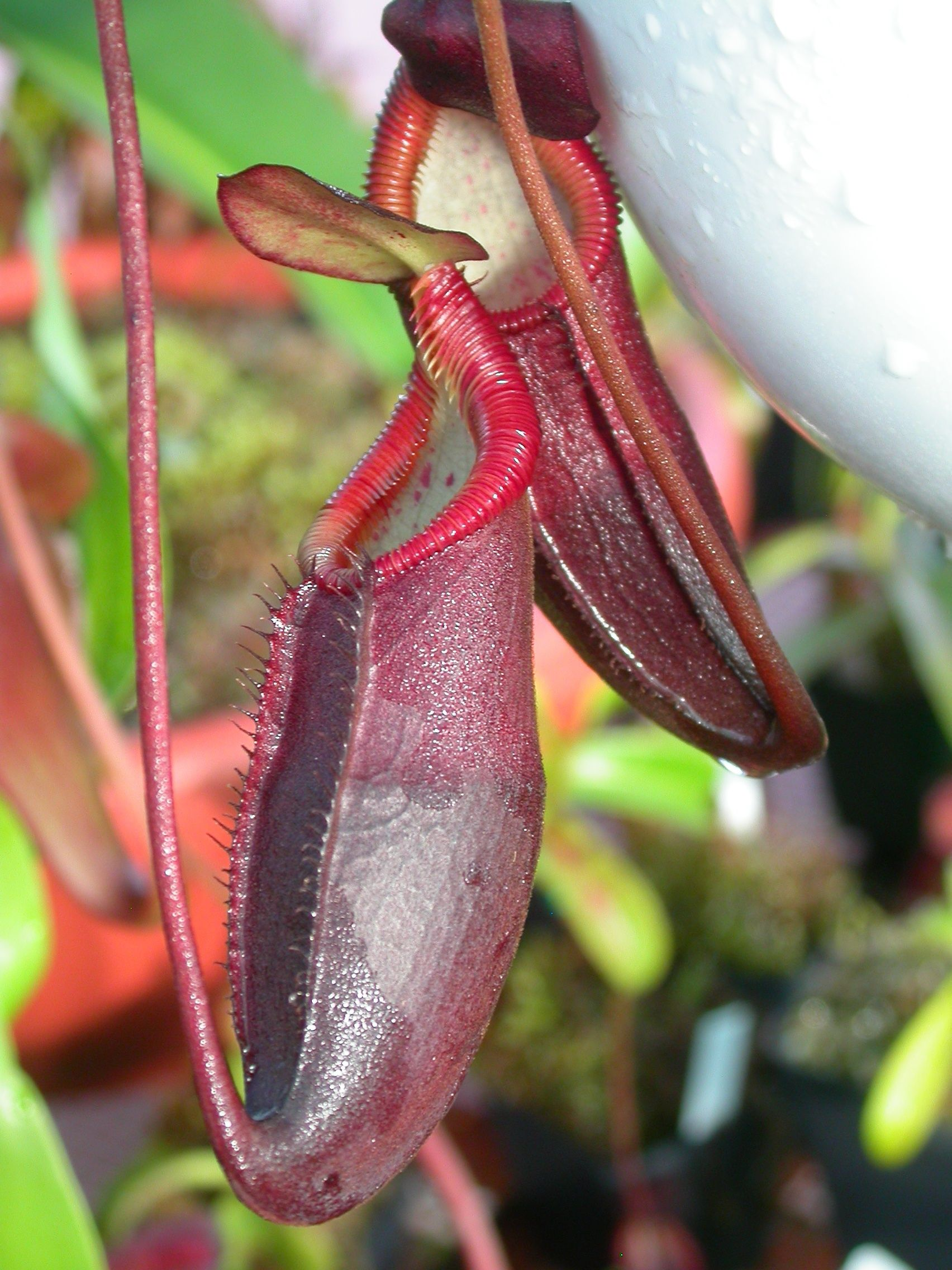
N. diatas
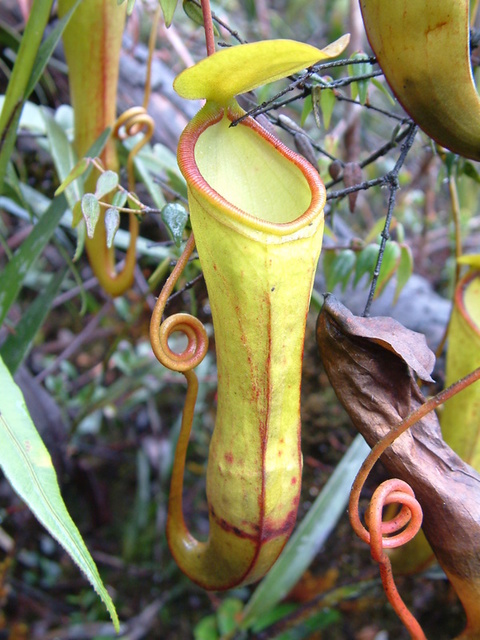
N. lamii
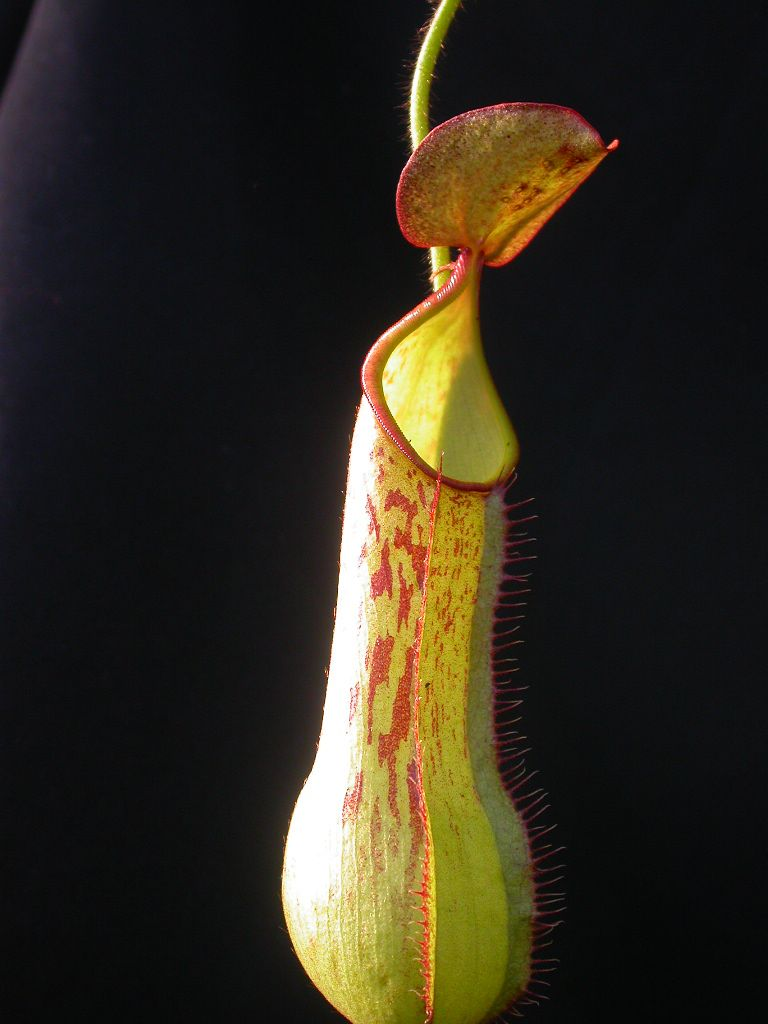
N. murudensis